# 海云家庙
海云家庙，又称乌石大厅，位于中国福建省漳浦县旧镇浯江村，明正统十三年（1447年）始建，万历八年（1580年）重建。坐西向东，占地面积5000平方米。由门楼、前堂、后堂和前后天井及厢廊等组成。中轴线上主体建筑均悬山顶，面阔五间，明间梁架均为抬梁式木构架，大量木、石构件雕刻精美，并保留很多明、清时期彩画。2005年5月11日公布为第六批福建省文物保护单位。